# Hylsskinn
Hylsskinn (Repetobasidium mirificum) är en svampart som beskrevs av J. Erikss. 1958. Enligt Catalogue of Life ingår Hylsskinn i släktet Repetobasidium, klassen Agaricomycetes, divisionen basidiesvampar och riket svampar, men enligt Dyntaxa är tillhörigheten istället släktet Repetobasidium, familjen Sistotremataceae, ordningen Polyporales, klassen Agaricomycetes, divisionen basidiesvampar och riket svampar. Arten är reproducerande i Sverige. Inga underarter finns listade i Catalogue of Life.